# Цейлонский лягушкорот
Цейлонский лягушкорот (лат. Batrachostomus moniliger) — вид птиц из семейства лягушкоротов отряда козодоеобразных.

## Описание
Длина тела птицы вместе с хвостом 22—23 см, длина крыла 11,8—12,7 см, хвоста 10—11 см. Окраска самцов буровато-серая с тёмными и белыми линиями, тёмными и мелкими палевыми и рыжими пятнами, узким белым или бежевым ошейником на груди и белыми пятнами по бокам верхней части спины, на верхних кроющих перьях крыльев и на нижней стороне тела. Самки рыжие или рыже-бурые с менее выраженными пятнами и полосами.

## Ареал и места обитания
Обитает в южной части горного массива Западные Гаты на юго-западе Индии, на юг от 15° с. ш., и на острове Шри-Ланка, кроме его засушливой северной части. Населяет очень влажные первичные дождевые тропические леса и вторичные насаждения. Встречается до высоты 1850 м.
Выделяют два подвида:
- B. m. roonwali — Западные Гаты (Юго-Западная Индия);
- B. m. moniliger — остров Шри-Ланка.

## Образ жизни и питание
Активны в сумерках и ночью, придерживаясь своей территории. Дневное время проводят сидя на ветвях (садятся поперёк ветвей), обычно парами, в густой кроне деревьев. Питаются насекомыми (жуками, бабочками и прямокрылыми), которых ловят на земле и на ветвях.

## Размножение
Сезон размножения длится с января по апрель (изредка с июня по сентябрь) на юге Индии и с февраля по март (изредка в сентябре) на Шри-Ланке. Небольшие, 5,7—6,0 см в диаметре, 13 мм толщиной в центре и 37 мм по краям, круглые гнезда строят на высоте 2—6 м над землёй. В кладке одно овальное белое однотонное яйцо размером 26—31 х 17—22 мм. Насиживают оба родителя, самка обычно ночью, а самец днём. Сроки инкубации и выкармливания птенцов неизвестны.

## Фото

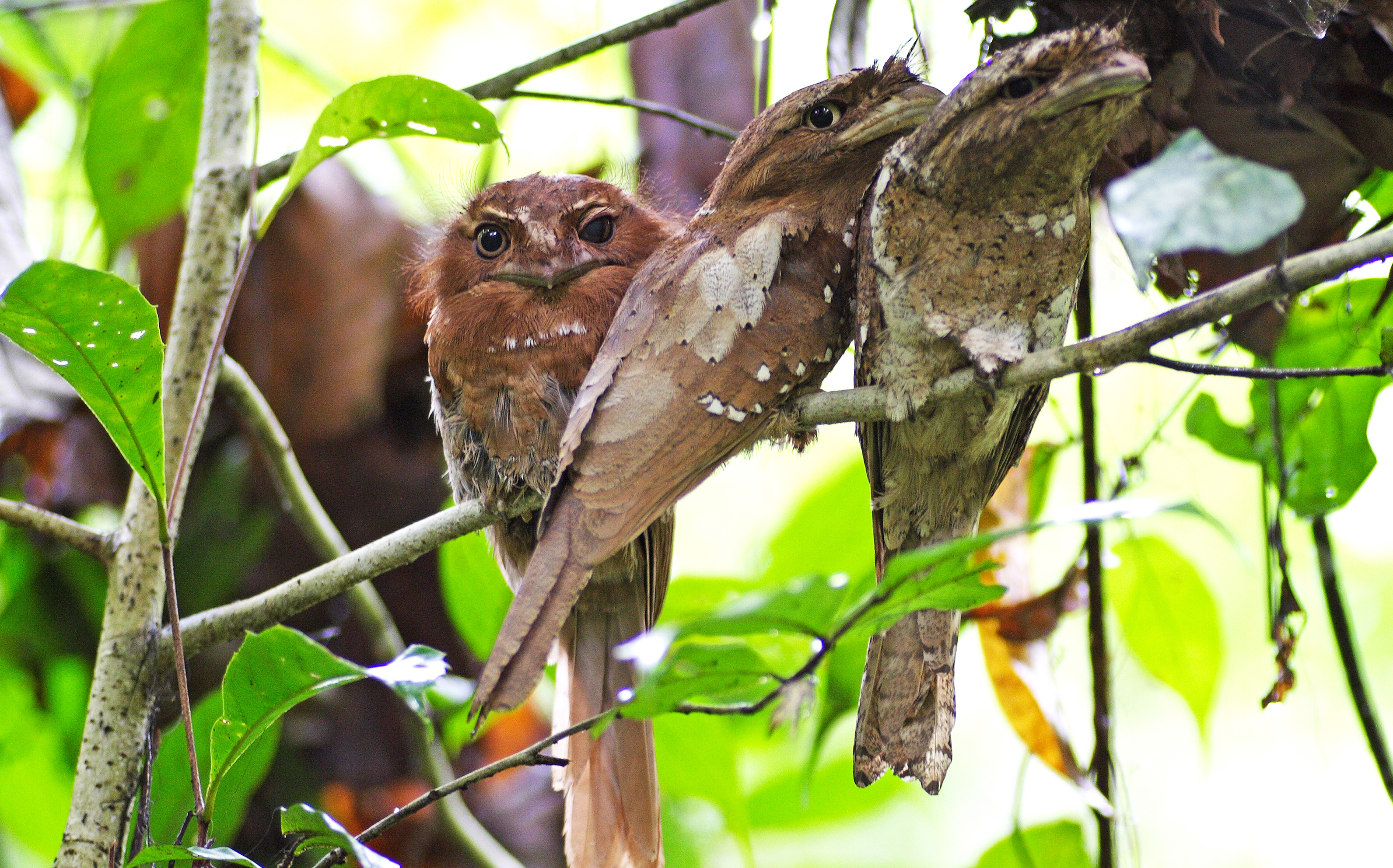
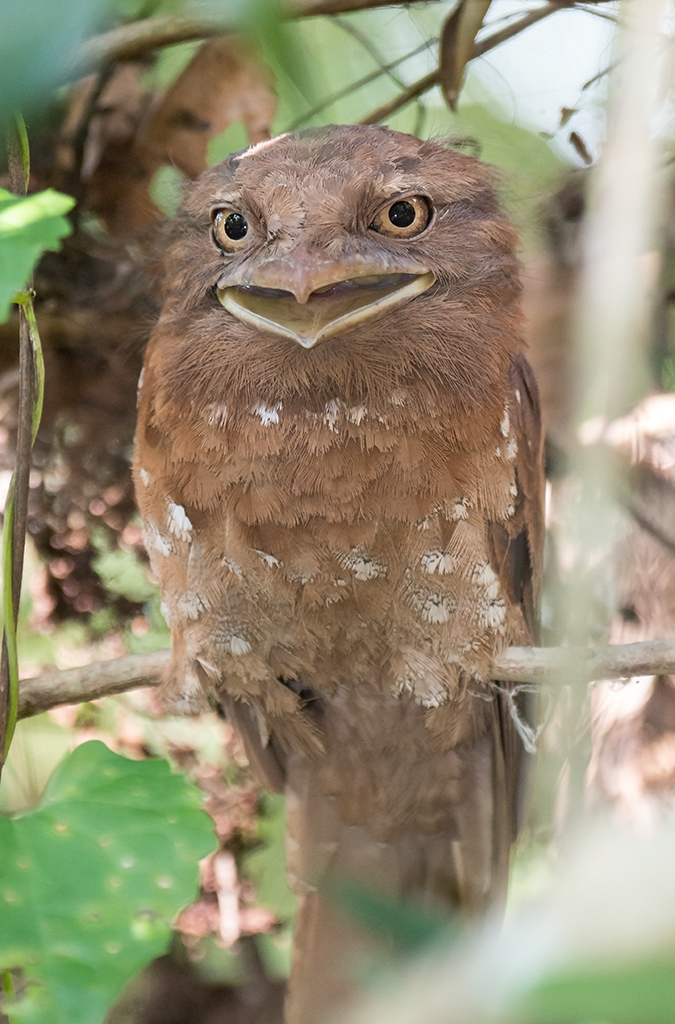
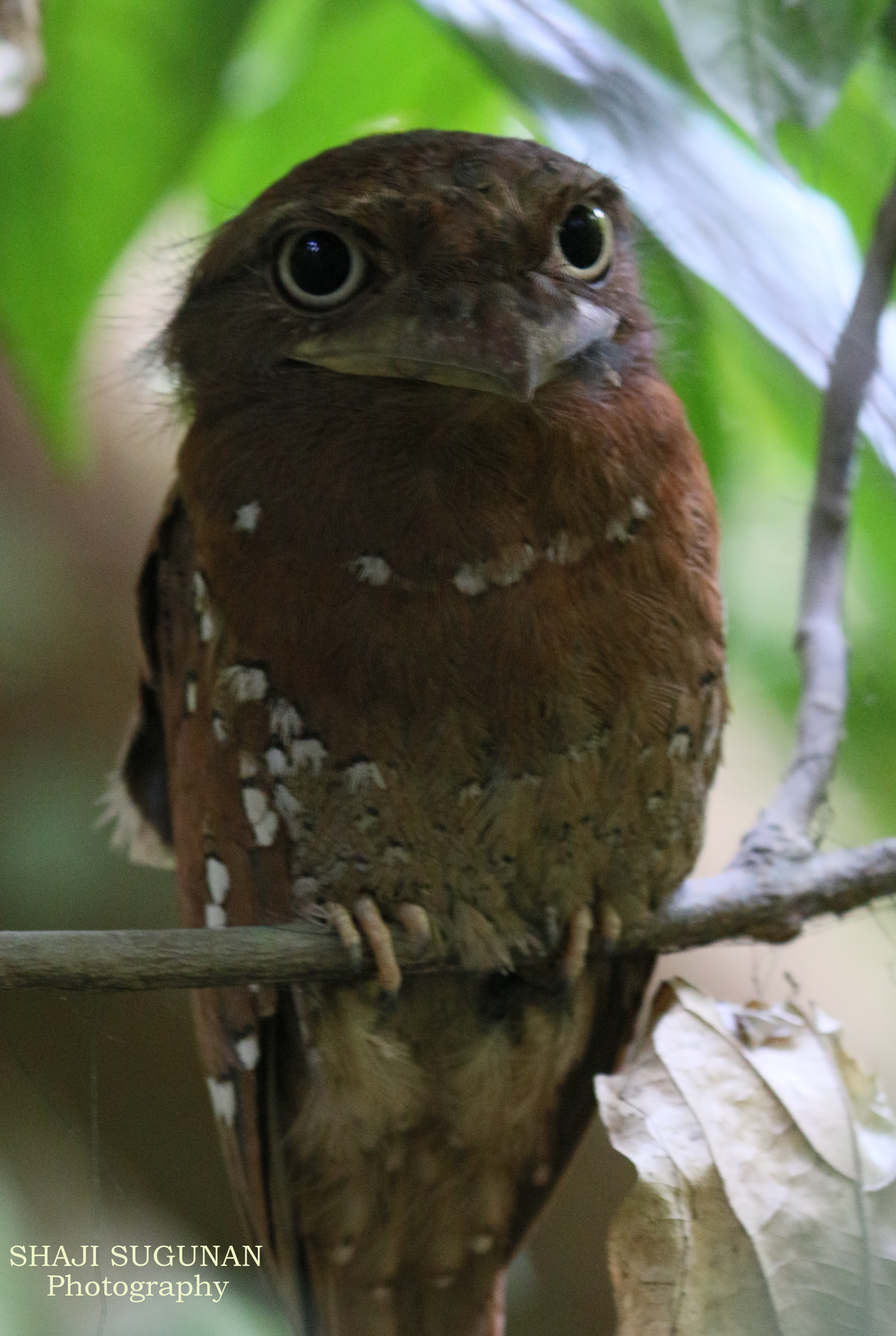
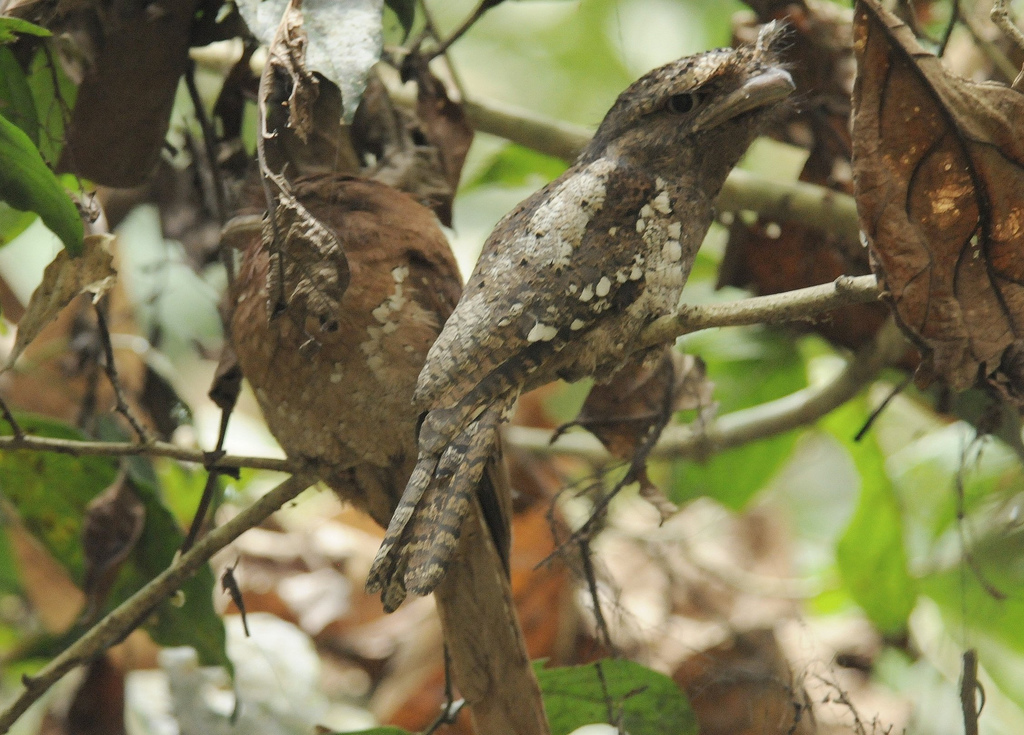
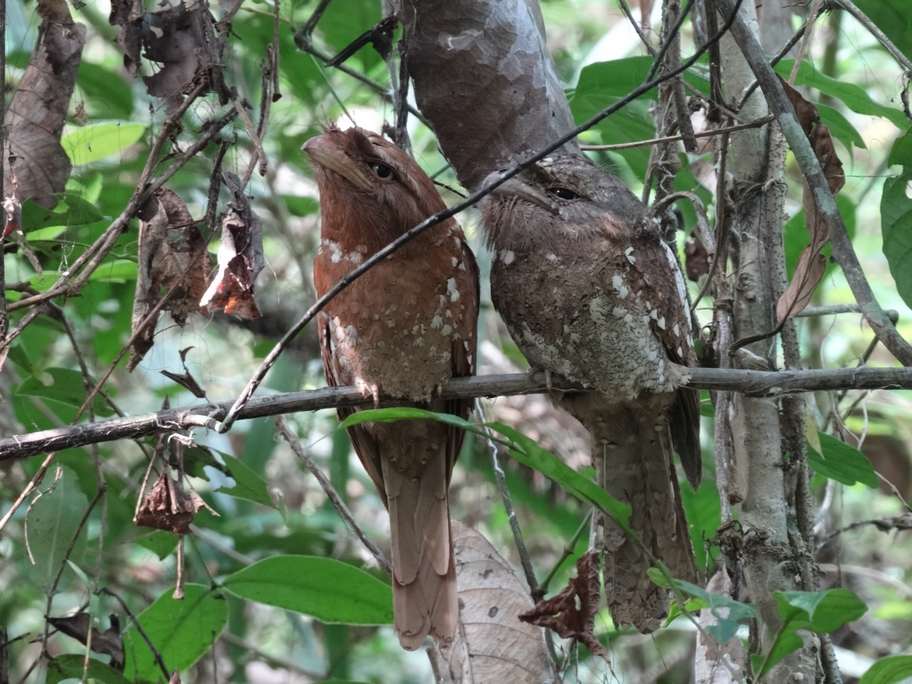